# Мопау (заказник)
Мопа́у — государственный природный заказник краевого значения. Создан на основании Постановления Администрации Хабаровского края от 28 сентября 1999 года № 352.
Происходит от слова «Мапа», что по-орочски означает «медведь».

## Географические особенности
Заказник «Мопау» располагается в бассейне реки Мопау — притока реки Бута, на восточном макросклоне северного Сихотэ-Алиня на территории Ванинского района (административный центр посёлок Ванино) Хабаровского края Российской Федерации.
Государственный комплексный биологический (охотничий) заказник краевого значения, общей площадью 54 тыс. га, образован для восстановления и воспроизводства охотничьих ресурсов, среды их обитания, а также выявления и обеспечения охраны представителей флоры и фауны, занесенных в Красные книги Хабаровского края, Российской Федерации и Международного Союза Охраны Природы. По своему профилю заказник Мопау является биологическим, то есть в своей совокупности выполняет функции природного резервата по сохранению, восстановлению и воспроизводству объектов животного мира, а также редких и находящихся под угрозой исчезновения видов животных и охраны среды их обитания.
Особо охраняемыми объектами заказника Мопау являются горно-таежные темнохвойные ландшафты северного склона Сихоте-Алиня, амурский тигр, орлан белоплечий, орлан-белохвост, сапсан, беркут, рододендрон сихотинский, бадан тихоокеанский и рябинник сумахолистный.
Через заказник проходит участок автодороги Р454 регионального значения.
На территории заказника находится метеостанция 31679.

## Галерея

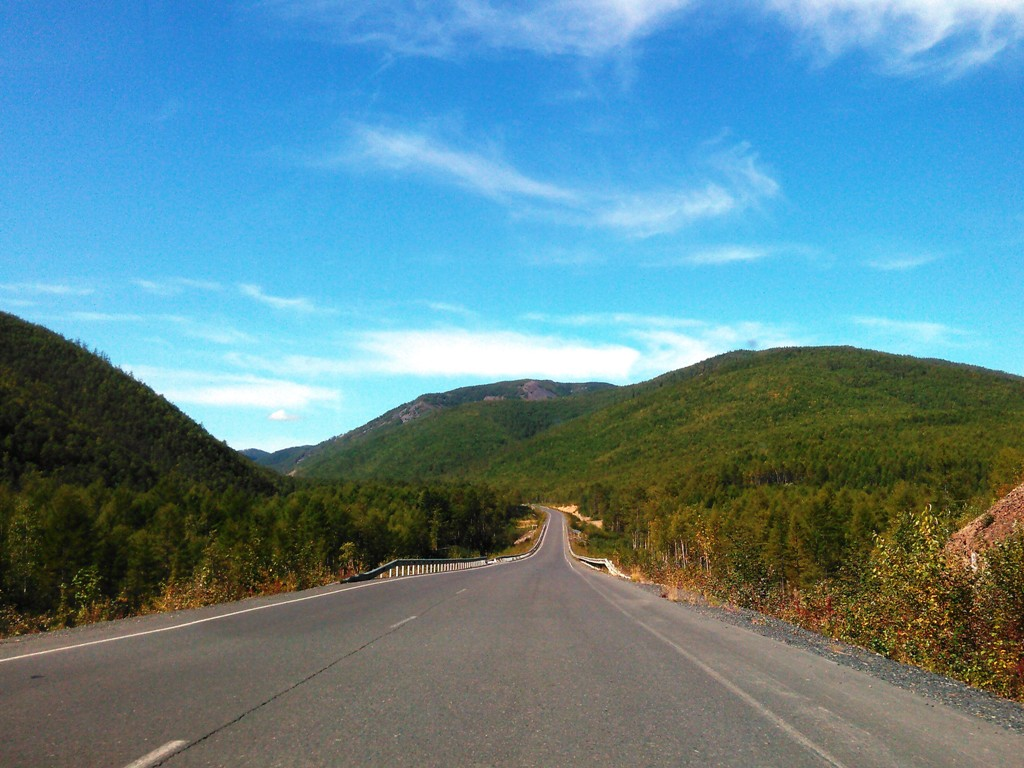
Дорога Р454 в заказнике Мопау
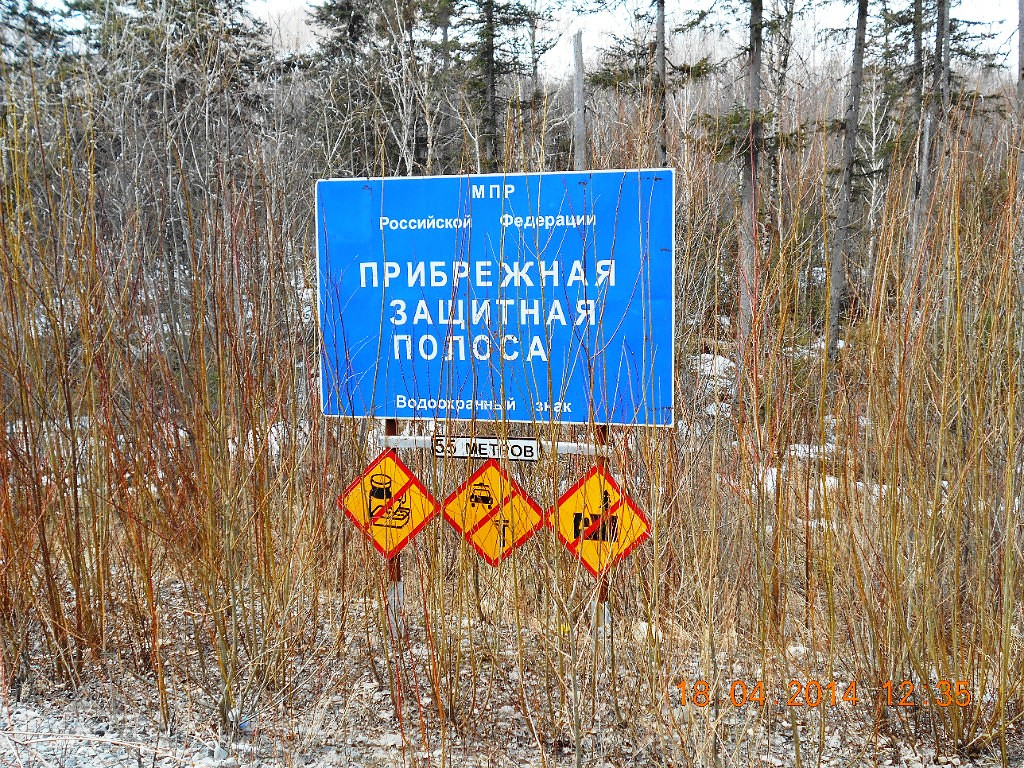
Придорожный знак в заказнике Мопау
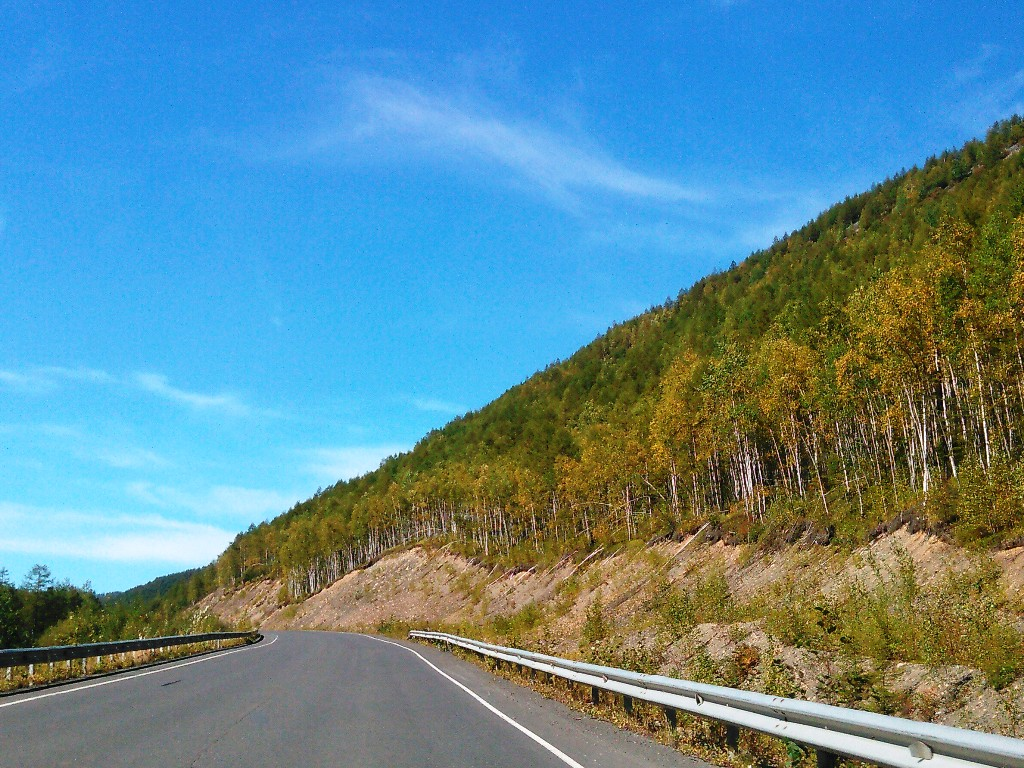
Дорога Р454 в заказнике Мопау. Река Мопау протекает в распадке слева (на фото) от дороги